# Пиньяр, Блас
Блас Пиньяр Лопес (исп. Blas Piñar López; 22 ноября 1918, Толедо — 28 января 2014, Мадрид) — испанский ультраправый политик, юрист, журналист и издатель. Участник гражданской войны на стороне Франсиско Франко. Видный идеолог франкистского режима. После 1975 — один из лидеров ультраправой оппозиции. Основатель и лидер неофашистской партии Новая сила. Почётный председатель правокатолической Испанской альтернативы. Основатель и бессменный руководитель издательства Fuerza Nueva («Новая сила»). Характеризуется в Испании как «икона ультраправых».

## В юности в Алькасаре
Родился в семье офицера. Детство провёл в Картахене, затем вернулся в Толедо. С юности придерживался крайне правых националистических и традиционалистских взглядов, отличался ревностным католицизмом.
Во время гражданской войне отец Пиньяра воевал на стороне Франсиско Франко, участвовал в обороне Алькасара. Блас Пиньяр побывал в плену у республиканцев. На всю жизнь он проникся идеями франкизма, антикоммунистического «крестового похода» и беззаветной преданностью каудильо.

## Идеолог государства Франко
После войны получил юридическое образование и степень доктора права. Работал нотариусом в разных городах страны. Был активистом франкистских католических организаций, в частности, «Ассоциации католических пропагандистов». Состоял в Испанской Традиционалистской фаланге. Сыграл заметную роль в формировании и развитии идеологического и агитационного аппарата Франкистской Испании.
В 1957—1962 — генеральный директор Института испанской культуры. Активно пропагандировал франкистские идеи в испаноязычных странах Латинской Америки и на Филиппинах, организовывал благотворительную деятельность. Во внешнеполитической сфере отличался жёстким антисоветизмом, но при этом резко критиковал США за либерализм и «лицемерную» защиту прав человека.

Либеральное государство морально развращает и разрушает истинную свободу. Марксистское государство с его тоталитарным идолопоклонством, не только подавляет все свободы, но и ввергает людей в нищету коллективизированной экономикой.
Блас Пиньяр

В 1966 Блас Пиньяр основал издательство Fuerza Nueva («Новая сила»), быстро превратившееся в важный инструмент франкистской пропаганды и политики. Впоследствии на базе издательства и одноимённого журнала было создано несколько политических структур неофранкистского и неофашистского характера.

## Ультраправый оппозиционер
20 ноября 1975 скончался Франсиско Франко. Вскоре в Испании начались политические реформы демократической направленности. Блас Пиньяр был категорическим противником преобразований, одной из ключевых фигур группы твёрдых франкистов, получившей название Búnker («Бункер»).

Не успел ещё остыть Франко, а всякая сволочь, всякие социалистические группки уже стали собираться открыто!.. Министр, отвечающий за внешнюю политику, берет на себя смелость говорить, что коммунисты являются такими же испанцами, как и все мы! Все это свидетельствует, что враги христианской цивилизации пытаются разрушить то, что сорок лет создавал наш незабвенный каудильо. Поэтому наша задача заключается в том, чтобы объединяться и действовать!.. Фрага считает нашими врагами одних анархистов? А как же быть с марксистами и прочими либералами, которые выступают против великих идей Франко?!. Мы не собираемся делить врагов и оппозицию. Для нас это синонимы. Если правительство поднимет руку на «Движение», созданное Франко 18 июля 1936 года, когда мы начали наш очистительный крестовый поход против коммунизма, мы организуем свою партию, и мы станем на защиту наших основополагающих идей. Мы не остановимся ни перед чем, ради того, чтобы отстоять идеи Франко.

Блас Пиньяр

Уже первое послефранкистское правительство Карлоса Ариаса Наварро, идеологически близкого к «Бункеру», приступило к осторожному демонтажу государственных структур франкизма. Блас Пиньяр обвинял премьера в предательстве, призывал к массовым публичным казням (в средневековых традициях — на костре или с помощью удушающего ошейника «гарроты»). Он также требовал объявления войны США — как рассаднику идей демократии. За это он был уволен из министерства культуры, где занимал должность идеологического функционера.
На базе издательства Fuerza Nueva была создана ортодоксально-франкистская партия Новая сила. Развернулась активная пропагандистская кампания, проведён ряд уличных акций. «Новой силе» приписывалась причастность к актам политического насилия, включая резонансное убийство левых активистов на мадридской улице Аточа 24 января 1977. Однако лично и непосредственно Бласу Пиньяру такого рода обвинения официально не предъявлялись.
На июньских парламентских выборах выборах 1977 партия Бласа Пиньяра создала Национальный альянс 18 июля, в который также вошли фалангисты, традиционалисты и конфедерация ветеранов гражданской войны. Эта коалиция, однако, потерпела сокрушительное поражение, не получив ни одного мандата.
Во второй половине 1970-х усилиями советского пропагандистского аппарата Блас Пиньяр приобрёл известность в СССР. В материалах международных обозревателей именно он характеризовался как «главарь фашистской реакции в Испании», «оголтелый враг» и «новый каудильо».
Блас Пиньяр был избран в парламент на следующих выборах 1979. Будучи депутатом, занимал жёсткую крайне правую позицию, особенно в вопросах самоуправления автономий (настаивал на унитаризме и строжайшем соблюдении принципа территориальной целостности). Находился в палате 23 февраля 1981, при путче подполковника Техеро. Во многом путчисты были единомышленниками Бласа Пиньяра, но их действия были направлены против парламента в целом. Техеро держался с Пиньяром вежливее, чем с другими депутатами, предложил ему покинуть здание, но Пиньяр счёл такое поведение нарушением долга чести. Впоследствии Пиньяра безосновательно обвиняли в причастности к попытке переворота, хотя о планах Техеро и его группы он не имел понятия.
На выборах 1982 Блас Пиньяр не смог добиться переизбрания. Этому способствовало как раз неучастие «Новой силы» в акции Техеро. Электорат Пиньяра — радикальные франкисты — поддержали на выборах партию Испанская солидарность (которая, впрочем, тоже не прошла в парламент). После этого поражения Пиньяр распустил «Новую силу».

## Международные связи
Блас Пиньяр и его партия активно сотрудничали с праворадикалами западноевропейских стран, прежде всего романоязычных — Франции, Италии, Португалии, Бельгии. На первых выборах в Европарламент 1979 «Новая сила» выступала в блоке с французской Партией новых сил, одноимённой бельгийской партией и Итальянским социальным движением. Однако блок Европравые тогда не добился успеха.
Отмечались контакты партии Пиньяра и с радикальными неофашистами — «ультраправым интернационалом» Стефано Делле Кьяйе. В начале 1980-х Блас Пиньяр поддерживал жёсткий курс Рональда Рейгана.

1980 год откроет эру всеобщей гражданской войны.

Блас Пиньяр

## «Франкизм жив!»
Демократическое развитие Испании маргинализировало экстремистские силы как левого, так и правого толка. Блас Пиньяр вынужден был несколько приглушить откровенно профашистские мотивы в своей идеологии, отказаться от силовых методов уличной борьбы. В 1985 под его руководством была создана новая правая партия Национальный фронт, сходная по модели с французской партией Жан-Мари Ле Пена и Итальянским социальным движением. Национальный фронт создал систему аффилированных структур, добился некоторых успехов на местных выборах. Однако провести депутатов в испанский и Европейский парламенты не удалось. В 1993 партия была распущена из-за финансовых проблем.
В то же время Блас Пиньяр сохранял свою издательскую структуру. Он продолжал выступать с политическими заявлениями, регулярно проводил публичные мероприятия. Ежегодно отмечались даты 18 июля (начало гражданской войны — «крестового похода» в 1936) и 20 ноября (расстрел Хосе Антонио Примо де Риверы в 1936 и кончина Франсиско Франко в 1975).
21 мая 2006 87-летний Блас Пиньяр торжественно отметил 40-ю годовщину создания Fuerza Nueva. Мероприятие проходило в мадридском Дворце конгрессов.
В конце 1990-х и начале 2000-х Блас Пиньяр участвовал в политических проектах создания неофалангистских партий. C 2003 был почётным председателем правокатолической партии Испанская альтернатива (AES), которую возглавил муж его дочери Рафаэль Лопес-Диегес.

Испанцы! Мы собрались чтобы почтить память великого вождя Франко, который отдал свою жизнь, защищая Бога и Испанию от международного масонского заговора. Но дань памяти — это еще не главное. Основное — это сплочение всех испанских патриотов для защиты католической веры. Мы должны выступить единым фронтом во имя того, чтобы Испания обрела саму себя, чтобы она была верна великим заветам Франко и своему Божественному предназначению. Мы все хотим только этого! Франкизм жив в 2000 году, и будет жив в 3000-ном. Сегодня наше правительство — антинациональное и антихристианское, но великие идеалы Франко остаются в силе, и им по-прежнему преданы миллионы испанцев.

Блас Пиньяр (последнее выступление на площади Ориенте)

До своей кончины Блас Пиньяр занимался делами издательства Fuerza Nueva и возглавляемого им Центра социальных, политических и экономических исследований.
В 2007 году 89-летний Блас Пиньяр оказался в больнице по соседству с непримиримым идейным противником — 92-летним Сантьяго Каррильо, бывшим генеральным секретарём Коммунистической партии Испании. Комментаторы назвали ситуацию анекдотической, но особо отметили, что она «обошлась без происшествий».

## Смерть
Скончался Блас Пиньяр в своём мадридском доме в возрасте 95 лет. Похоронен на родине в Толедо, в семейном склепе Дуке вместе с родителями жены.
Погребение проходило по католическому обряду, в условиях «строжайшего уединения», участвовали лишь родные и ближайшие друзья. В то же время на церемонию прибыли многочисленные гости — соратники, единомышленники, политические сторонники.

## Семья
Блас Пиньяр был женат, имел 8 детей (три сына и пять дочерей), 44 внука и 87 правнуков. Жена Кармен Гутьеррес Дуке была его единомышленницей и активной соратницей. Скончалась в 2018 в возрасте 97 лет.
Старший сын Блас Пиньяр Гутьеррес — генерал испанской армии. Полный единомышленник и соратник отца, он основал Фонд Бласа Пиньяра. Подвергался дисциплинарному аресту за негативные высказывания в адрес командования, мотивированные политическими взглядами.
Мария дель Валье Пиньяр Гутьеррес и Мария Фернанда Пиньяр Гутьеррес, дочери Бласа Пиньяра — активистки AES.

## Образ в испанской истории
Блас Пиньяр — автор ряд книг по испанской истории (особенно — гражданской войне 1936—1939), культуре, государственному строительству, написанных с ультраконсервативных и праворадикальных позиций. Он опубликовал также обширные мемуары.
В 1970 Блас Пиньяр был награждён Крестом почёта ордена святого Раймондо де Пенафорта. Обладал титулом гроссмейстера испанского рыцарского ордена Corpus Christi.
Блас Пиньяр являет собой в испанской политической истории символ бескомпромиссного франкизма и крайней степени правого радикализма. Такая идеология и политическая платформа маргинальны для современной Испании. Однако личность Бласа Пиньяра пользуется уважением испанской общественности, особенно её правой части — за твёрдость убеждений, целеустремлённость действий, позитивные человеческие качества.

## Источник
- Г. Э. Ходжес. «Франко». С. 161—163.
- Эдуард Ковалев, Владимир Малышев. «Террор. Вдохновители и исполнители». М.: «Издательство политической литературы», 1984.